# General Dynamics–Grumman EF-111A Raven
General Dynamics–Grumman EF-111A Raven là một loại máy bay tác chiến điện tử được thiết kế để thay thế EB-66 Destroyer trong Không quân Hoa Kỳ. Phi hành đoàn và những người bảo trì sửa chữa thường gọi nó là "Spark-Vark", một kiểu chơi chữ từ biệt danh "Aardvark" của F-111.
Không quân Mỹ đã ký hợp đồng với Grumman vào năm 1974 để chuyển đổi một số chiếc General Dynamics F-111A hiện có thành máy bay tác chiến điện tử/đối phó điện tử (ECM). Mặc dù binh chủng Không quân đã xem xét Northrop Grumman EA-6B Prowler của Hải quân / Thủy quân lục chiến, nhưng họ lại mong muốn một máy bay xuyên phá với tốc độ siêu thanh. EF-111 được đưa vào biên chế năm 1983 và phục vụ cho đến khi ngừng hoạt động năm 1998.

## Thiết kế và phát triển
Vào thập niên 1960, Không quân Mỹ tìm cách thay thế các máy bay tác chiến điện tử EB-66 và EB-57 đã trở nên lỗi thời. Lực lượng Không quân đã nghiên cứu việc sử dụng những chiếc EA-6B Prowler của Hải quân trong giai đoạn 1967–1968. Tuy nhiên, họ mong muốn một máy bay gây nhiễu điện tử xuyên phá với tốc độ siêu âm, và vào năm 1972, đã quyết định cải tiến F-111A thành máy bay tác chiến điện tử để tiết kiệm chi phí.
Tháng 1 năm 1974, Không quân trao hợp đồng nghiên cứu tác chiến điện tử cho Grumman và General Dynamics. Grumman được chọn làm nhà thầu chính của EF-111 vào tháng 12 năm 1974, sau đó được trao hợp đồng sửa đổi hai chiếc F-111A thành nguyên mẫu EF-111 vào tháng 1 năm 1975. Mẫu đầu tiên trang bị đầy đủ, khi đó được gọi là "Electric Fox", bay vào ngày 10 tháng 3 năm 1977. Tổng cộng 42 chiếc đã được chuyển đổi với tổng chi phí 1,5 tỷ USD. Những chiếc EF-111 lần đầu được triển khai vào tháng 11 năm 1981 cho Phi đội Điện tử Chiến thuật 388 tại Căn cứ Không quân Mountain Home ở tiểu bang Idaho. Chiếc cuối cùng được bàn giao năm 1985.

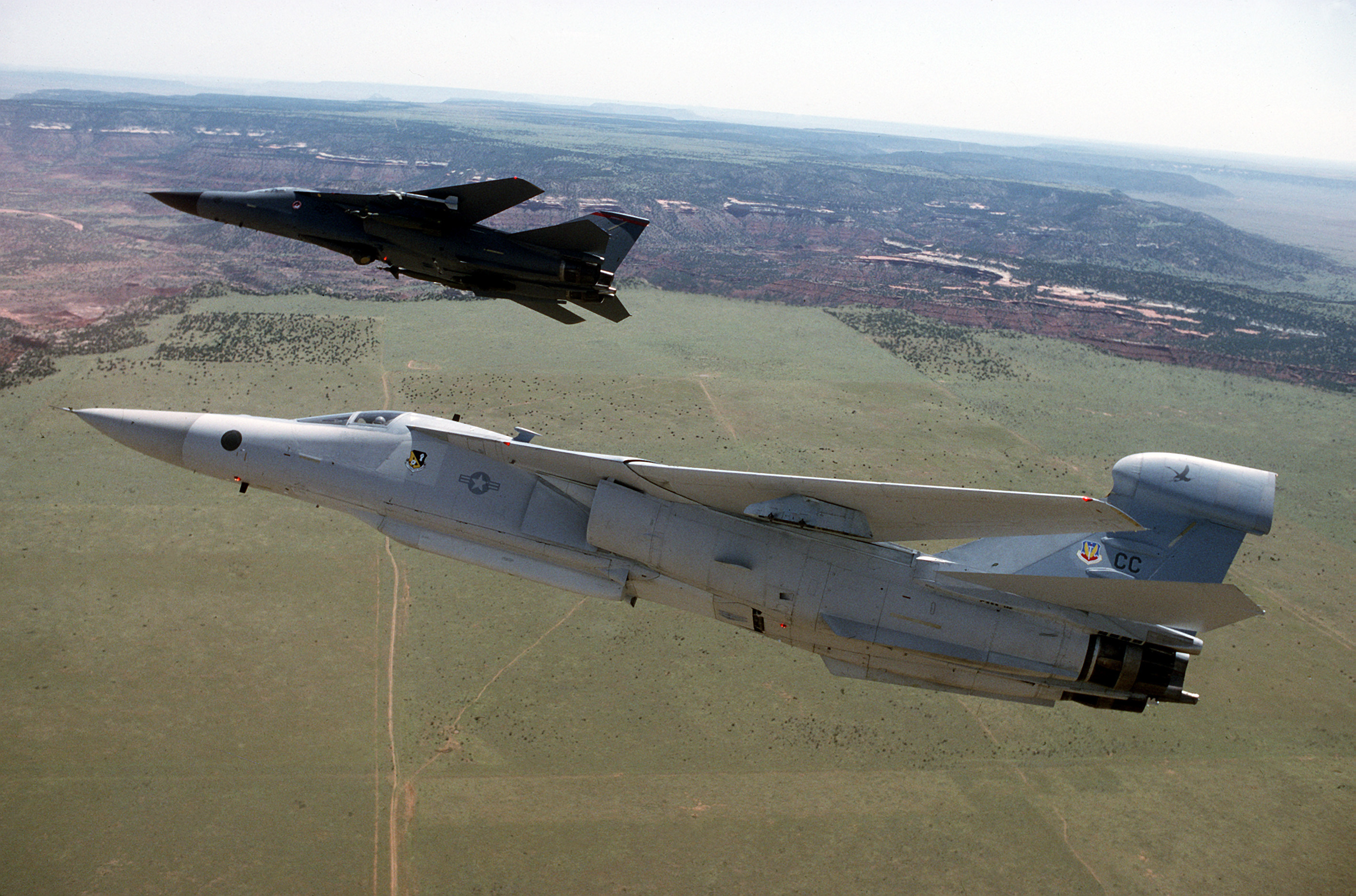
Một chiếc EF-111A Raven (màu sáng) với bộ nhận tín hiệu gắn ở đuôi và bộ truyền tín hiệu gắn phía dưới, bay cùng với chiếc F-111F (màu tối)

EF-111A Raven giữ lại các hệ thống định vị của F-111A, với một radar AN/APQ-160 được sửa đổi chủ yếu để lập bản đồ mặt đất. Tuy nhiên, tính năng chính của Raven là hệ thống gây nhiễu AN/ALQ-99 E, được phát triển từ ALQ-99 của Hải quân trên EA-6B Prowler. Máy bay cũng sử dụng Hệ thống Tiếp nhận Đối phó ALR-62 (Countermeasures Receiving System - CRS) làm Hệ thống Cảnh báo và Dẫn đường bằng Radar (Radar Homing and Warning - RHAW), đây là hệ thống tương tự được trang bị trên tất cả các kiểu máy bay chiến đấu/ném bom F-111 của Hoa Kỳ và Úc. Thiết bị điện tử chính của ALQ-99E được lắp đặt trong khoang vũ khí, với các máy phát được gắn trong vòm che radar hình "chiếc xuồng" dài 4,9 m; việc lắp đặt hoàn chỉnh nặng khoảng 2.700 kg. Máy thu được lắp trong một hộp có đầu vây, tương tự như của EA-6B. Hệ thống điện và làm mát của máy bay phải được nâng cấp nhiều để hỗ trợ những thiết bị này. Buồng lái cũng được sắp xếp lại, với tất cả các màn hình điều hướng và mạn hình chuyến bay được chuyển sang phía phi công, đồng thời các bộ điều khiển chuyến bay ngoại trừ các van tiết lưu được tháo ra khỏi ghế khác - nơi lắp đặt thiết bị đo đạc và kiểm soát của sĩ quan tác chiến điện tử.
EF-111 không trang bị vũ khí, vì vậy tốc độ và khả năng tăng tốc là cách tự vệ chính của nó. Nó không có khả năng bắn tên lửa dò bức xạ trong vai trò Áp chế Phòng không Đối phương (Suppression of Enemy Air Defenses - SEAD), đây là một hạn chế về mặt chiến thuật. Động cơ của Raven được nâng cấp lên loại TF30-P-9 của kiểu D mạnh mẽ hơn, với lực đẩy khô 53 kN và lực đẩy tăng áp 87 kN khi đốt nhiên liệu phụ trội (đốt sau) vào năm 1986. Từ năm 1987 đến năm 1994, "Spark 'Vark" trải qua Chương trình Hiện đại hóa Hệ thống Điện tử Hàng không (Avionics Modernization Program - AMP), tương tự như chương trình Pacer Strike dành cho mẫu F. Điều này đã bổ sung một con quay hồi chuyển laser vòng kép AN/ASN-41 INS, radar Doppler AN/APN-218 và một radar theo dõi địa hình AN/APQ-146 được cập nhật. Màn hình buồng lái được nâng cấp với màn hình đa chức năng.

## Lịch sử hoạt động

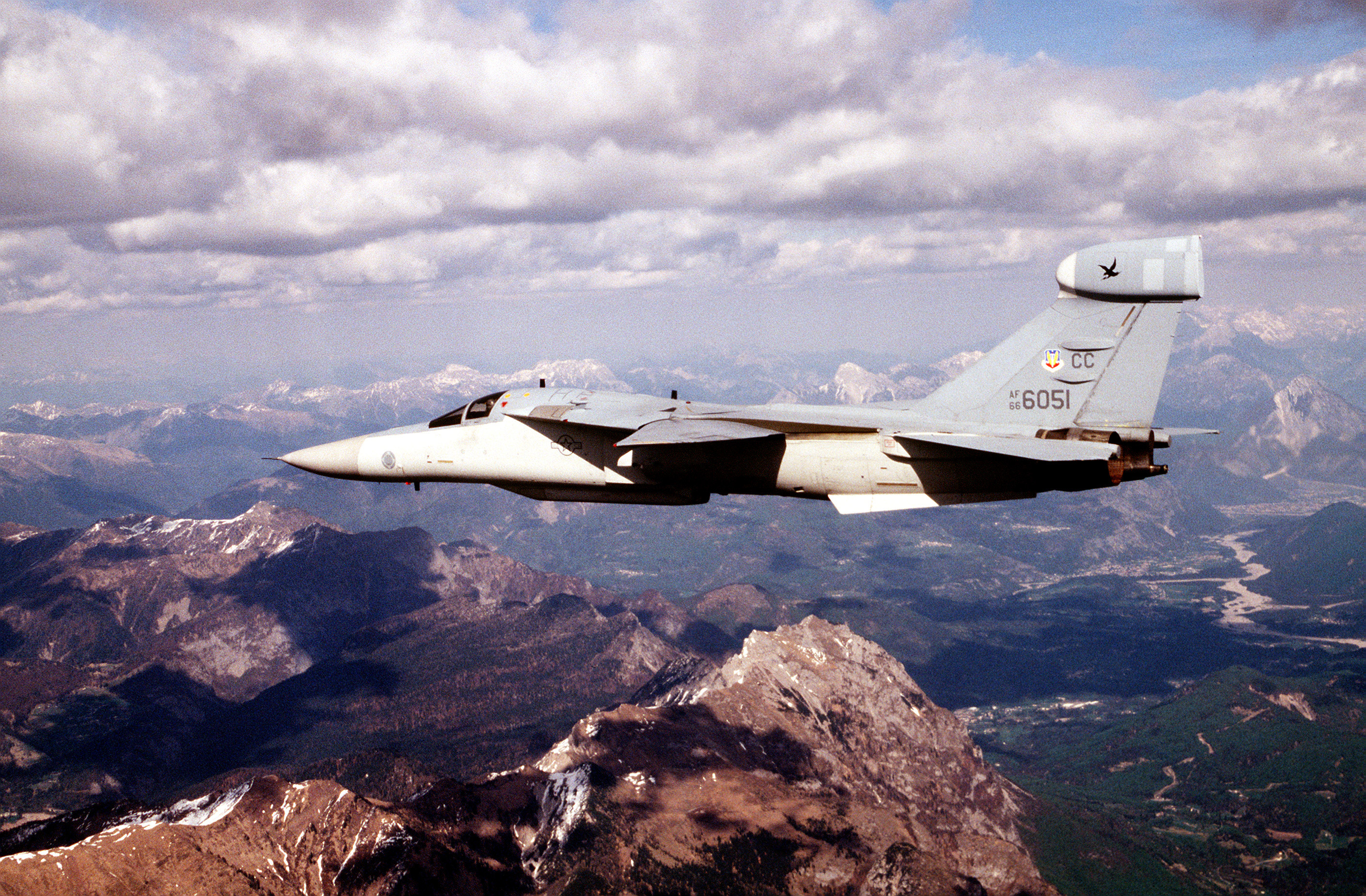
Một chiếc EF-111 bay qua dãy Anpơ trong Chiến dịch Deny Flight

EF-111A đạt khả năng hoạt động ban đầu vào năm 1983. Nó được đặt tên phổ biến chính thức là Raven, mặc dù trong biên chế có biệt danh là "Spark 'Vark". Những chiếc EF-111 lần đầu được nhìn thấy chiến đấu tại RAF Upper Heyford trong Chiến dịch El Dorado Canyon chống lại Libya năm 1986 và Chiến dịch Just Cause ở Panama cuối năm 1989.
Raven phục vụ Chiến dịch Bão táp sa mạc năm 1991 trong Chiến tranh vùng Vịnh. Ngày 17 tháng 1 năm 1991, phi hành đoàn EF-111 của Không quân Mỹ gồm Đại úy James Denton và Đại úy Brent Brandon đã tiêu diệt không chính thức một chiếc Dassault Mirage F1 của Iraq bằng cách khiến nó lao xuống đất, điều này khiến chiếc máy bay của họ trở thành thành viên duy nhất của dòng F-111/FB-111/EF-111 đạt được chiến thắng trên không trước một máy bay khác.

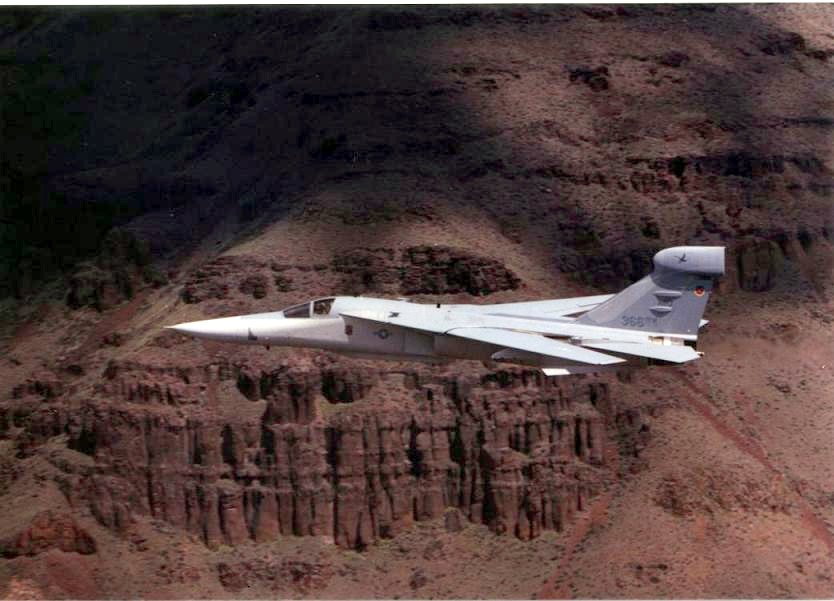
Không có máy bay nào của lực lượng Liên minh bị mất tên lửa dẫn đường bằng radar trong chiến dịch Bão táp sa mạc khi một chiếc EF-111 Raven đang làm nhiệm vụ.

Vào ngày 13 tháng 2 năm 1991, EF-111A thuộc Không quân, số hiệu 66-0023, biển hiệu Ratchet 75, đã đâm vào địa hình khi đang né tránh một mối đe dọa. Vụ việc làm thiệt mạng phi công Đại úy Douglas L. Bradt và sĩ quan tác chiến điện tử là Đại úy Paul R. Eichenlaub. Đây là chiếc EF-111A duy nhất bị mất trong khi chiến đấu, và là một trong ba chiếc EF-111 bị mất trong quá trình phục vụ của dòng máy bay này. Tuy nhiên, vẫn còn tranh cãi liệu có kẻ thù nào hiện diện vào thời điểm đó hay không, vì hai chiếc F-15E đã theo dõi Ratchet 75 thực hiện các động tác né tránh một cách nguy hiểm và lao xuống đất, khi không có máy bay thù địch nào trong khu vực.
Những chiếc EF-111 được triển khai tới Căn cứ Không quân Aviano ở Ý để hỗ trợ cho Chiến dịch Deliberate Force vào giữa thập niên 1990. Raven cũng thực hiện các nhiệm vụ trong Chiến dịch Cung cấp Tiện nghi, Chiến dịch Giám sát Phương Bắc và Chiến dịch Giám sát Phương Nam.
Lần triển khai cuối cùng của Raven là một phân đội EF-111 đóng quân tại Căn cứ Không quân Al Kharj/Prince Sultan ở Ả Rập Xê Út cho đến tháng 4 năm 1998. Ngay sau đó, Không quân Hoa Kỳ bắt đầu rút những chiếc EF-111A cuối cùng khỏi hoạt động và đưa chúng vào kho lưu trữ tại Trung tâm Tái tạo và Bảo trì Hàng không Vũ trụ (Aerospace Maintenance and Regeneration Center - AMARC) tại Căn cứ Không quân Davis-Monthan, Arizona. EF-111 được cho ngừng hoạt động vào ngày 2 tháng 5 năm 1998, tại Căn cứ Không quân Cannon, New Mexico. Đây là những chiếc F-111 cuối cùng của USAF đang hoạt động.

## Biến thể
EF-111A
Phiên bản chuyển đổi chiến tranh điện tử của F-111A, 42 chiếc được chuyển đổi bao gồm hai nguyên mẫu.

## Quốc gia sử dụng
Hoa Kỳ
- Không quân Hoa Kỳ[16]

## Trưng bày

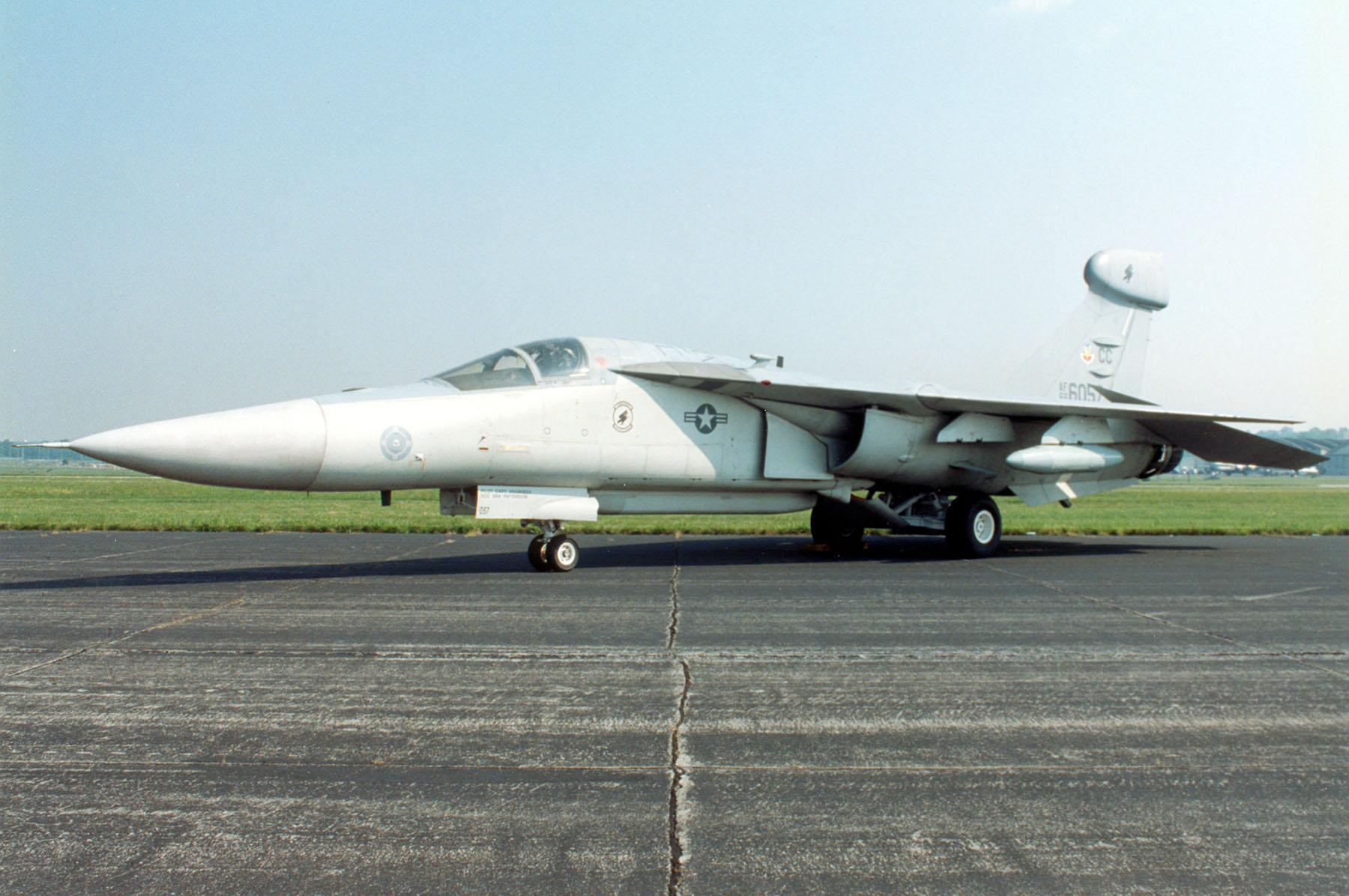
EF-111, số hiệu 66–0057, trưng bày tại Bảo tàng Quốc gia Không quân Hoa Kỳ ở Dayton, Ohio

Trong số những chiếc máy bay được chuyển đổi, 3 chiếc bị phá hủy do tai nạn, 4 chiếc đang được trưng bày, 35 chiếc còn lại đã bị tháo gỡ và loại bỏ.
- Chiếc mang số hiệu 66-0016 được trưng bày tại Căn cứ Không quân Cannon, New Mexico. Đây là chiếc EF-111 đầu tiên thực hiện nhiệm vụ chiến đấu được ghi nhận một cách không chính thức là đã tiêu diệt Mirage F1.[19][20]
- Chiếc mang số hiệu 66-0047 hiện đang được khôi phục tại Sân bay Thành phố Silver Springs ở Silver Springs, Nevada.[21]
- Chiếc mang số hiệu 66-0049 là nguyên mẫu đầu tiên của EF-111 và được trưng bày tại Căn cứ Không quân Mountain Home, Idaho.
- Chiếc mang số hiệu 66-0057 được trưng bày tại Bảo tàng Quốc gia Không quân Hoa Kỳ tại Căn cứ Không quân Wright-Patterson ở Dayton, Ohio.[22]

## Thông số kỹ thuật (EF-111A)
Dữ liệu lấy từ The Great Book of Modern Warplanes, General Dynamics F-111 "Aardvark", Modern Fighting Aircraft.

### Tính năng chung
- Kíp lái: 2 người, gồm phi công và sĩ quan tác chiến điện tử
- Chiều dài: 23,17 m (76 ft)
- Sải cánh: 19,2 m (63 ft) khi cánh xòe; 9,74 m (32 ft) khi cánh cụp
- Chiều cao: 6,1 m (20 ft)
- Diện tích cánh: 61,07 m² (657,4 ft²) khi cánh xòe; 48,77 m² (525 ft²) khi cánh cụp
- Trọng lượng không tải: 25.072 kg (55.275 lb)
- Trọng lượng có tải: 31.751 kg (70.000 lb) [26]
- Trọng lượng cất cánh tối đa: 40.370 kg (89.000 lb)
- Động cơ: ban đầu là 2 × động cơ tuốc bin phản lực cánh quạt Pratt & Whitney TF30-P-3, về sau nâng cấp thành động cơ TF30-P-9 với khả năng đốt nhiên liệu phụ trội tăng áp (đốt sau), lực đẩy 87 kN (19.600 lbf) cho mỗi động cơ (TF30-P-9)

### Hiệu suất bay
- Tốc độ tối đa: Mach 2.2 (2.350 km/h, 1.460 dặm/h) ở độ cao trên 9.144 m (30.000 ft)
- Tầm bay: 3.220 km (2.000 dặm, 1.740 hải lý) [N 2]
- Trần bay: 13.715 m (45.000 ft) [26]
- Tốc độ lên cao: 55,88 m/s (11.000 ft/phút) [26]
- Lực đẩy/Trọng lượng: 0,598